# 아마테라스 오미카미
아마테라스 오미카미(일본어: 天照大御神)는 일본 고유의 종교인 신토 최고의 신이다. '아마테라스'는 '하늘에서 빛난다'는 뜻이다. 이자나기의 왼쪽 눈에서 태어났으며, 남동생인 폭풍의 신 스사노오와 달의 신 쓰쿠요미도 뒤를 이어 태어났다. 기키(記紀)에 따르면 아마테라스는 태양을 신격화 한 신으로, 황실의 조상신(황조신)의 일종으로 일컬어진다. 신앙의 대상이자 토지의 제신(祭神)으로서 모셔진 신사로는 이세 신궁이 특히 유명하다.《연희식》에서는 자연신으로서 신사 등에 모셔진 아마테라스는〈아마테루〉라고 기술되어 있다. 《고사기》에서는 아마테라스 오미카미(天照大御神), 《일본서기》에서는 아마테라스 오카미(天照大神)라고 표기되어 있다. 별명으로는 오히루메노 무치노카미(大日孁貴神)가 있다. 태양을 관장하였으므로 신들의 최고 통치자였다.
천손 신화와 더불어 동굴 은둔 일화도 잘 알려져 있다. 술에 취한 스사노오의 행패를 보다 못해 스스로 동굴 속에 은둔하여 세상은 어둠으로 휩싸였는데, 다른 신들이 춤을 추어 아마테라스의 호기심을 자극, 동굴에서 나오게 하여 세상이 밝아지자, 다른 신들은 그 동굴을 영원히 봉인해 버리고 스사노오는 행패에 대한 책임으로 지상 세계로 추방하였다.
아마테라스는 일본 역대 천황에게 삼종신기인 구슬(가타마), 칼(쓰루기), 거울(가가미)을 하사했다고 했으나, 일본 천황 이외에는 삼종신기를 실제로 본 사람은 없다.

## 같이 보기
- 삼종신기
- 이세 신궁
- 오오카미

## 가계도
- 모 : 이자나미
- 부 : 이자나기
  - 아마테라스
    - 아들 : 아메노 오시호미미